# Hetzkampagne

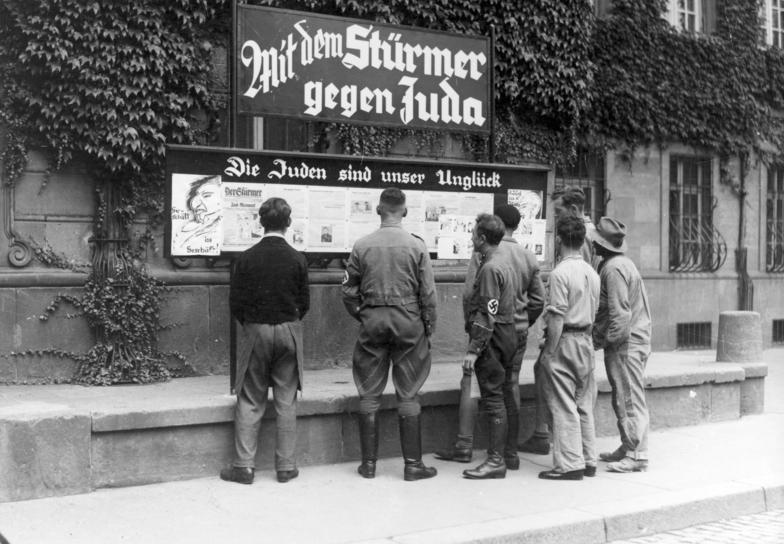
Die während der NS-Zeit öffentlich ausgehängte Zeitung Der Stürmer führte eine permanente Hetzkampagne gegen Juden.

Als Schmutzkampagne werden Maßnahmen bezeichnet, die den Ruf einer Person, einer Gruppe oder Institution beschädigen sollen. Dazu wird die öffentliche Meinung durch die Lancierung falscher oder verfälschter Informationen sowie entsprechender Meinungen manipuliert. Im Extremfall kann aus der Schmutzkampagne eine Hetzkampagne werden, die die Zielperson(en) durch bewusste Mobilisierung von Hass und Aufrufen zur Gewalt an Leib und Leben bedroht. 
Als Werkzeug solcher Kampagnen werden meist Massenmedien eingesetzt. Dabei kann der Urheber der Kampagne entweder der Eigentümer des Mediums sein oder sich dessen bedienen. Wird eine Kampagne geschickt geführt, ist der Urheber kaum auszumachen, und die angegriffene Person oder Gruppe kann wenig gegen die Beschädigung ihres Ansehens unternehmen.
Die Begriffe Schmutz- und Hetzkampagne werden auch als politische Kampfbegriffe benutzt, um Kritiker zum Schweigen zu bringen oder sachliche kritische Berichterstattung in ein negatives Licht zu rücken („Die Anschuldigungen gegen mich sind eine Schmutzkampagne“). Ein verwandtes Phänomen in der Arbeitswelt ist das Mobbing.

## Zielgruppen und Zielpersonen
Als Ziele kommen sehr unterschiedliche Personenkreise in Frage, zum Beispiel:
- Ethnische oder religiöse Minderheiten
- Politische Gruppierungen und Parteien
- Staaten, sowie deren Bevölkerung oder Regierungen
- Im Wahlkampf befindliche Politiker
- Wissenschaftler, Journalisten oder Politiker, die das Missfallen einer bestimmten Interessengruppe erregt haben, z. B. durch kritische Positionen oder Meinungsäußerungen gegenüber einem Industriezweig oder einem einzelnen Unternehmen
- Prominente, die sich dem Angebot der Zusammenarbeit mit einem bestimmten Medium verweigert haben. Dies wird regelmäßig von Boulevardzeitungen betrieben.

## Methoden
Schmutz- und Hetzkampagnen werden mit Methoden der Desinformation und der Propaganda geführt. In abgeschwächter Form kann auch tendenziöse Berichterstattung der Medien dazu gezählt werden, etwa indem bestimmte negativ besetzte Begriffe eingesetzt werden (z. B. Sozialschmarotzer). Sachliche Argumente spielen, dem Zweck entsprechend, eine untergeordnete Rolle. Vorwürfe basieren häufig auf Gerüchten oder Vermutungen und werden nicht bewiesen, Fakten werden selektiv ausgewählt oder verfälscht dargestellt. Schmutz- und Hetzkampagnen können auch als Ablenkungsmanöver dienen, um die Aufmerksamkeit von einem anderen, vom Urheber der Kampagne unerwünschten Thema abzulenken (siehe dazu auch Desinformation und Medienmanipulation).
Charakteristisch für solche Kampagnen ist:
- die Ausrichtung auf die Öffentlichkeit oder eine bestimmte Zielgruppe, meist in der Form, dass den Medien gezielt bestimmte Informationen oder Fehlinformationen zugänglich gemacht werden. Dies geschieht häufig in einer abgestimmten zeitlichen Reihenfolge, so dass beispielsweise eine Person oder Personengruppe längere Zeit nicht aus den Schlagzeilen verschwindet.
- die Unverhältnismäßigkeit (zuweilen auch Unsachlichkeit) der Argumente und angewandten Mittel, deren Ziel weniger die Aufklärung eines Sachverhaltes als vielmehr die Diffamierung des Opfers ist. Oft werden auch sachliche Argumente mit rein emotionalen und diffamierenden Gesichtspunkten vermengt.

## Beispiele

### Deutschland

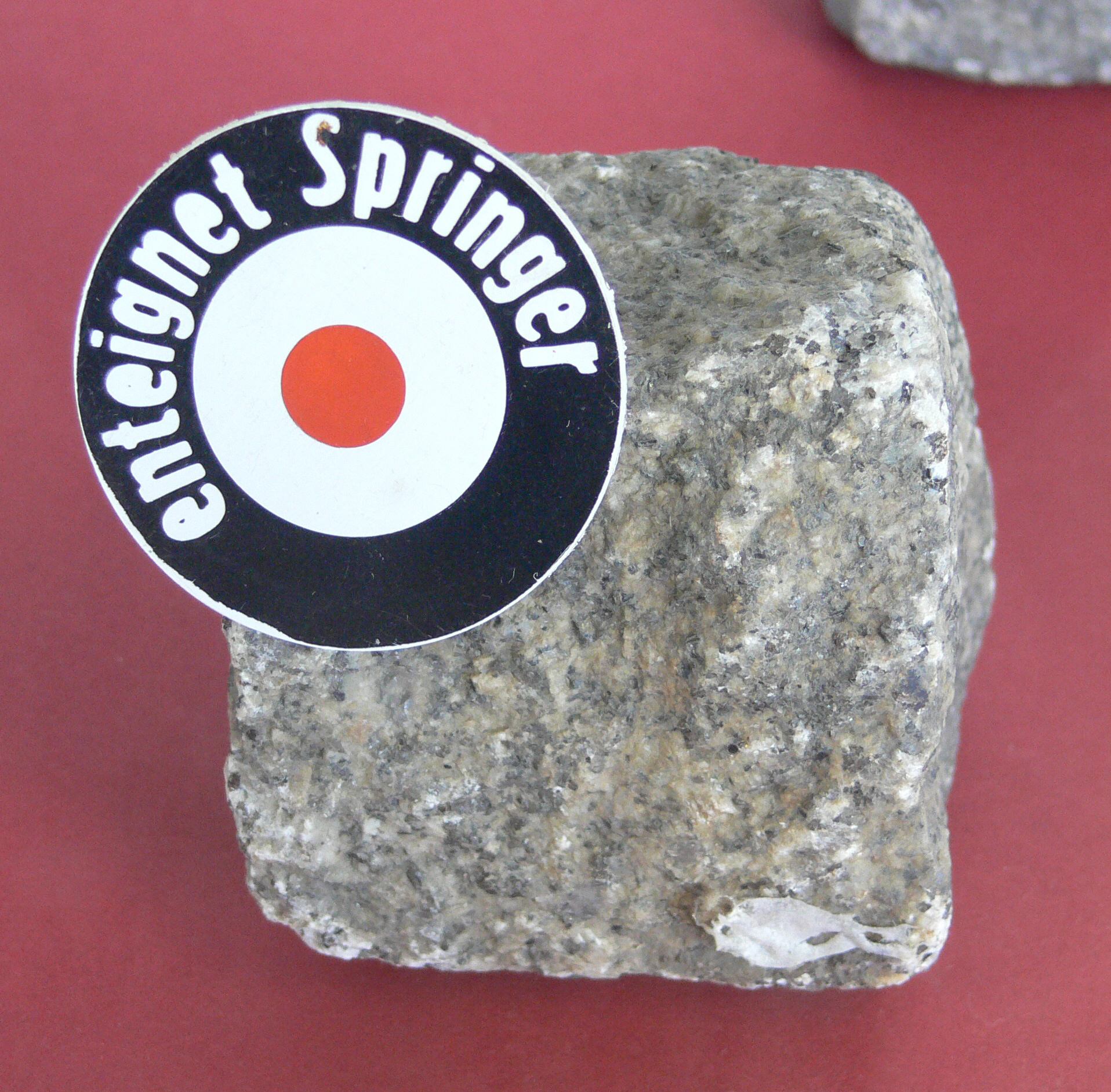
Anstecker der Bewegung „Enteignet Springer“, 1969. Die Kampagne war eine Reaktion auf die von Linken als unerträglich empfundene Berichterstattung der Springer-Medien zur linken Studentenbewegung. Die Parole von 1967 geht auf Walter Barthel zurück.

- Hetzkampagnen waren ein zentrales Element der Politik der NS-Propaganda. Sie waren besonders gegen Juden, aber auch gegen andere Minderheiten gerichtet, etwa gegen Roma und Behinderte. Sie wurden zentral aus dem Propagandaministerium von Joseph Goebbels gesteuert. Besonders tat sich dabei die Zeitung Der Stürmer von Julius Streicher hervor, die vor allem diffamierende Karikaturen über Juden publizierte.
- Nachdem Günter Wallraff 1977 ein Enthüllungsbuch über die Praktiken in einer Redaktion der Bild-Zeitung geschrieben hatte, startete Bild eine Kampagne, um seinen Ruf zu zerstören. Dies umfasste das Spionieren bei Verwandten und Bekannten durch Bild-Reporter sowie die wiederholte Verbreitung von frei erfundenen, herabwürdigenden Behauptungen über Wallraff, etwa dass er Alkoholiker sei oder in seiner Zeit als Bild-Reporter permanent falsche Tatsachen berichtet und dadurch Menschen ins Unglück gestürzt habe (Wallraff log – und einer Frau wurden die Kinder weggenommen.)

### Russland
- Gerüchte als Rufmord gegen den Historiker und Menschenrechtler Juri Dmitriew[2]

### Schweiz
- Affäre Borer: Der frühere Schweizer Botschafter in Deutschland, Thomas Borer, verlor sein Amt, weil die Boulevardzeitung Blick über eine angebliche sexuelle Affäre berichtet hatte, die er dementierte und die von der angeblichen Geliebten später ebenfalls widerrufen wurde.

### USA
- Zu massiven Hetzkampagnen kam es in der Ära der Roten Angst, vor allem zwischen 1917 und 1920 sowie zwischen 1947 und 1957 (→ McCarthy-Ära, → COINTELPRO).
- Gegen die US-Schauspielerin Jean Seberg führte das FBI eine Schmutzkampagne, die ihre Karriere zerstören sollte.[3] Das Geschehen wurde u. a. im Film „Jean Seberg – Against all Enemies“ (2019) verfilmt.
- Nach der irakischen Invasion Kuwaits 1990 lancierte die amerikanische PR-Agentur Hill & Knowlton die Geschichte, dass irakische Soldaten nach dem Einmarsch in Kuwait Babys aus ihren Brutkästen gerissen und so getötet hätten. Die kuwaitische Krankenschwester, die die Geschehnisse vor einem Kongressausschuss tränenreich berichtete, entpuppte sich deutlich später als die Tochter des kuwaitischen Botschafters in den USA und die Geschichte als komplett erfunden. Zur Zeit ihrer Veröffentlichung bewirkte die Brutkastenlüge jedoch größte weltweite Empörung und eine starke Unterstützung für die geplante Befreiung Kuwaits unter Führung der USA 1991.
- Der amerikanische Investigativjournalist und Pulitzerpreis-Träger Gary Webb schrieb 1996 eine Artikelserie über die Verstrickung der CIA in den Kokainhandel, die enorme Aufmerksamkeit auf sich zog. In der Folge geriet seine Zeitung unter massive, andauernde Kritik der großen amerikanischen Zeitungen. Diese griffen Webbs Arbeit und seine Qualifikation an, ohne sie im Detail zu widerlegen, was von unabhängigen Beobachtern als organisierte Kampagne bewertet wurde.[4] Nach der Veröffentlichung seines Buchs Dark Alliance: The CIA, the Contras, and the Crack Cocaine Explosion (siehe Iran-Contra-Affäre) 1998 verlor er seine Arbeit als Journalist und konnte nie wieder in seinem Arbeitsgebiet Fuß fassen. Er beging im Jahr 2004 Suizid, wobei die Todesumstände umstritten sind. Der Inhalt seiner Artikelserie wurde 1998 in einem veröffentlichten internen Untersuchungsbericht der CIA im Wesentlichen bestätigt.[5]
- Im Präsidentschaftswahlkampf im Jahr 2004 zwischen John Kerry und George W. Bush nahm eine kurz zuvor gegründete Gruppe von Veteranen des Vietnamkriegs (Swift Boat Veterans for Truth) Einfluss auf den Wahlkampf, indem sie negative Meinungen und vermeintliche Enthüllungen über Kerrys Vergangenheit als Soldat verbreitete. Nach Meinung vieler Kritiker wurde die Gruppe auf Initiative von Bushs Wahlkampfteam gegründet und über konservative Strohmänner finanziert. Die als Swiftboating zum feststehenden Begriff gewordene Vorgehensweise schadete Kerrys Image in der Öffentlichkeit beträchtlich, zumal er seine im Vergleich zu Bush deutlich höhere militärische Erfahrung als Argument im Wahlkampf mit Bezug auf den Irakkrieg eingesetzt hatte. Er verlor die Wahl mit wenigen Prozentpunkten Unterschied gegen Bush.